# Bhujel jezik
Bhujel jezik (ISO 639-3: byh; bujal, bujhel, bujheli, bujhyal, “gharti”, pukhgyal ngur, western chepang), jedan od tri jezika podskupine chepang, šira skupina kham-magar-chepang-sunwari, sinotibetska porodica. Govori ga oko 3 900 pripadnika etničke grupe Bhujel (2005 D. Regmi); etničkih 7 200 (2005 D. Regmi) u nepalskoj zoni Gandaki.
Etnički su srodni Čepangima, a i jezik se ponekad naziva zapadni chepang. Mlađe osobe koriste se i nepalskim [nep].
Naziv Gharti je kastinski naziv povezan u povijesti s ropstvom.

## Vanjske poveznice
- Ethnologue (14th)
- Ethnologue (15th)
- Dan Raj Regmi  Arhivirana inačica izvorne stranice od 31. kolovoza 2018. (Wayback Machine)